# Emitea (figlia di Stafilo)
Emitea (in greco antico: Ἡμιθέα?, Hēmithéā), conosciuta anche come Molpadia, è un personaggio della mitologia greca, figlia di Stafilo e Crisotemi e sorella di Reo e Parteno.

## Mitologia
Emitea e la sorella Parteno furono incaricate di sorvegliare il vino del padre Stafilo, ma si addormentarono e, mentre dormivano, il vaso fu rotto dai maiali che la famiglia possedeva.
Quando si svegliarono e videro che cosa era accaduto, temendo dell'ira del padre si gettarono da una scogliera, ma Apollo, che era innamorato della sorella Reo, salvò le sorelle dallo schianto e le portò in Asia, nella regione di Cherson, dove entrambe ricevettero onori divini.
Emitea prese questo nome dopo essere giunta in questo luogo, poiché il nome avuto alla nascita era Molpadia.
Partenio aggiunge che la donna sposò Lirco (figlio di Foroneo) e che da lui ebbe un figlio, Basileo.